# Władysław Kołaciński
Władysław Kołaciński ps. „Żbik” (ur. 10 marca 1911 w Piekarach, zm. 8 listopada 1995 w Płocku) – major Narodowej Organizacji Wojskowej, dowódca oddziału partyzanckiego Narodowych Sił Zbrojnych na Kielecczyźnie. Odpowiedzialny za pogrom w Przedborzu.

## Życiorys
Był synem Wincentego Kołacińskiego, rolnika i Magdaleny z domu Król. Ukończył Szkołę Rzemiosł Towarzystwa Salezjańskiego w Łodzi. W latach 1932–1935 odbywał służbę wojskową w Marynarce Wojennej m.in. na kontrtorpedowcu ORP „Burza”. Po odbyciu zasadniczej służby wojskowej pracował w cywilnych liniach lotniczych w Rumi. Brał udział w wojnie obronnej 1939 w szeregach Lądowej Obrony Wybrzeża (w stopniu starszego bosmana). Około 13 września 1939 dostał się do niewoli niemieckiej, z której udało mu się wydostać w październiku lub listopadzie, symulując chorobę serca. 
W czerwcu 1940 powrócił w rodzinne strony, gdzie w sierpniu wstąpił do Organizacji Wojskowej Stronnictwa Narodowego (późniejszej NOW). We wrześniu został komendantem w gminie Woźniki, a następnie kolejno gminach Parzniewice i Krzyżanów. Wczesną wiosną 1943 przeniósł się z Piekar do Częstochowy w obawie przed aresztowaniem przez Niemców. Uzyskał dokumenty na nazwisko Władysław Leszczyński. 
Wkrótce – w wyniku rozłamu w NOW na tle scalenia z AK – przeszedł do Narodowych Sił Zbrojnych. Objął funkcję komendanta Akcji Specjalnej powiatu włoszczowskiego NSZ, a następnie Komendy Okręgu VI Częstochowskiego. Brał udział w akcjach w Kielcach, Częstochowie, Koniecpolu, przeprowadzał konfiskaty w majątkach zarządzanych przez Niemców. Według części źródeł brał udział w kwietniu 1943 w słynnym napadzie na Bank Emisyjny w Częstochowie. W lipcu 1943 został aresztowany przez Gestapo i osadzony w więzieniu w Częstochowie. 
23 sierpnia zdołał zbiec z transportu do obozu koncentracyjnego Auschwitz, po czym został przerzucony na obszar powiatu włoszczowskiego. We wrześniu powierzono mu dowództwo oddziału partyzanckiego, drugiego pod względem wielkości i siły po oddziale AK Mieczysława Tarchalskiego ps. „Marcin”. Zasłynął z licznych akcji przeciwko Niemcom m.in. w Marianowie, pod Rudką, Antonielowem, Czarnocinem, Olesznem, Kajetanowem, akcji na trasie Kielce – Włoszczowa, na Liegenschafty, np. w Maluszynie, spółdzielnię w Kłomnicach, a także zwalczania pospolitego złodziejstwa i bandytyzmu we wsiach pod Włoszczową. 
W czerwcu 1944 przybył na koncentrację oddziałów NSZ w pow. opatowskim na Kielecczyźnie, gdzie doszło do utworzenia 204. Pułku Piechoty Ziemi Kieleckiej NSZ. 11 sierpnia została sformowana Brygada Świętokrzyska. W. Kołaciński został mianowany dowódcą jej 4. kompanii I batalionu w 204. pp. Uczestniczył wówczas w wielu akcjach Brygady, wymierzonych zarówno przeciwko Niemcom, jak też komunistycznym i radzieckim partyzantom. 19 kwietnia 1944 grupa NSZ-owców Stanisława Masłochy i Józefa Wyrwy podlegająca Kołacińskiemu zabiła 10 lub 11 domniemanych żołnierzy Armii Ludowej w Pardołowie (choć początkowo AL, na podstawie meldunku Józefa Jarosza, oskarżyła o to oddział AK pod dowództwem „Ponurego”, co było wersją obowiązującą w historiografii na początku powojennej Polski, wydarzenie błędnie opisała Janina Broniewska w wydanym w 1953; „Z notatnika korespondenta wojennego, wspomnienia”). 
Sam Kołaciński przyjmował do oddziału zbiegłych jeńców radzieckich. Grzegorz Motyka podał, że przyjęto łącznie trzech takich żołnierzy. Jednego z nich później zamordowano, a dwóch wydalono z oddziału.
5 stycznia 1945 oddzielił się ze swoim oddziałem od reszty sił Brygady w celu zaatakowania posterunku niemieckiego. Rychłe i niespodziewane rozpoczęcie ofensywy sowieckiej na całej szerokości frontu spowodowało, że nie zdążył już dołączyć do macierzystej jednostki. 
We wrześniu 1945, nie chcąc narażać ludzi, rozwiązał oddział, zamelinował broń, a sam – poszukiwany mocno przez NKWD i UB – przedostał się za granicę do amerykańskiej strefy okupacyjnej Niemiec, a następnie do II Korpusu Polskiego gen. Władysława Andersa. Był m.in. w Batalionie Komandosów w Macerata we Włoszech, a następnie w Kompaniach Wartowniczych na terenie amerykańskiej strefy okupacyjnej Niemiec. W 1950 przeniósł się na stałe do USA. Major Władysław Kołaciński został pochowany w grobie rodzinnym na cmentarzu parafialnym w Bogdanowie.

## Stosunek do Żydów
5 maja 1944 oddział „Żbika” dokonał napaści i masakry Żydów w Górkach Budziszowickich. Uczestnik akcji raportował: Dębica (gajówka), poczta Pińczów. Postój dwudniowy bez żadnych wydarzeń, prócz akcji na trzynaścioro żydów, ukrywających się w Górkach Budziszowickich w okolicach Małego Książa – cztery drużyny w liczbie czterdziestu żołnierzy pod dowództwem szefa kompanii »Bursika« udało się w podwodach do wymienionej miejscowości, gdzie po wyciągnięciu trzynaściorga Żydów (parę dzieci, starszych panien, starszych kobiet, około w tym samym wieku siedmiu mężczyzn), skatowaniu gospodarza, u którego żydzi przebywali, wywieźli ich o parę kilometrów od tej miejscowości na polanę i rozstrzelali, pozostawiając ich na miejscu.
7-8 maja 1944 r. członkowie jego oddziału wkroczyli do Giebułtowa. Wykryli tam grupę Żydów ukrywających się u gospodarza Koniecznego. NSZ-owcy wyprowadzili ich do lasu. Tam udało się im zastrzelić: Majera Matusińskiego, jego żonę Rywkę i czwórkę ich dzieci; Hindę Herszkowicz i trójkę jej dzieci oraz Taubę z rodziny Lejzorek. Kilku innym pojmanym Żydom udało się zbiec Jeden z nich, Chil Lejzorek, dotarł do sąsiedniej wsi, gdzie miejscowi chłopi wydali go Niemcom. Żydzi uprowadzeni z Giebułtowa nie stawiali oporu, ponieważ NSZ-owcy powiedzieli im, że chcą im pomóc i przygarnąć do swojego oddziału. Przebieg mordu jest znany m.in. dzięki świadectwom Koniecznego, dokumentom AK, zeznaniom członków NSZ i relacjom ocalonych ofiar. O pogromie poinformowano Gestapo lub żandarmerię niemiecką. Funkcjonariusze przyjechali na miejsce i zamordowali córkę oraz żonę Koniecznego.
Kołaciński uratował Juliusza Kamińskiego (lekarza, który walczył w jednostce „Żbika“, ps. „Migoń“) i razem z rodzeństwem rodzinę Jakowa Torenberga (Jakub Tomaszewski) z Piotrkowa Trybunalskiego. Sam Żbik-Kołaciński pisał, że Kamiński bał się innych partyzantów NSZ: Ufał mnie jednemu i nie odstępował na krok. Kiedy tylko opuszczałem bazę prosił, aby mógł iść ze mną, nie bacząc na żadne niebezpieczeństwo, nawet w wypadkach, kiedy szedłem na akcję.
27 maja 1945, oddział Kołacińskiego zaatakował miasteczko Przedbórz, żołnierze pod jego dowództwem zamordowali dziewięciu ocalałych z Zagłady Żydów. Kołaciński twierdził, że Żydzi ci byli „płatnymi agentami Moskwy” wyselekcjonowanymi spośród 300 żydowskich mieszkańców miejscowości. Było to jednak całkowitą nieprawdą, gdyż żaden ze spisów ludności po wyzwoleniu nie wykazał większej liczebności Żydów, a według prasy żydowskiej cała dziewiątka zamordowanych stanowiła całość żydowskiej społeczności miasta. Wśród ofiar pogromu znalazło się dziecko i jedna kobieta. Mienie Żydów zostało przez partyzantów zrabowane.

## Wspomnienia
Jest autorem wspomnień Między młotem a swastyką (wydane w 1961 w Chicago nakładem autora pt. Między młotem a swastyką : konspiracja – egzekutywa, partyzantka w Polsce 1940–1945, pod tym samym tytułem wydano w 1988 w wyd. Antyk w Warszawie i w 1989 w wyd. Recto w Warszawie, pod tytułem Między młotem a swastyką wydano w 1991, wydawca: Słowo Narodowe, Warszawa).

## Odznaczenia
- Krzyż Oficerski Orderu Odrodzenia Polski – 1 sierpnia 2007 (pośmiertnie)[22]